# Volta a Suïssa 1962
La Volta a Suïssa 1962 fou la 26a edició de la Volta a Suïssa. Aquesta edició es disputà del 14 al 20 de juny de 1962, amb un recorregut de 1.273,1 km distribuïts en 7 etapes. La sortida i l'arribada fou a Zúric.
El vencedor final fou l'alemany Hans Junkermann, que s'imposà per poc més d'un minut a l'italià Franco Balmamion. Junkermann també guanyà la classificació dels punts i de la muntanya. La classificació per equips fou pel Carpano, equip que situà a tres dels seus corredors entre els 10 primers.

## Etapes
| Etapa | Data       | Recorregut                    | Km  | Vencedor d'etapa       | Líder de la general   |
| ----- | ---------- | ----------------------------- | --- | ---------------------- | --------------------- |
| 1ª    | 14 de juny | Zúric - Diessenhofen          | 212 | Dino Bruni (ITA)       | Dino Bruni (ITA)      |
| 2ª    | 15 de juny | Diessenhofen - Biel/Bienne    | 216 | Joseph Vloebergs (BEL) | Dino Bruni (ITA)      |
| 3ª    | 16 de juny | Biel/Bienne - Thun            | 248 | Hans Junkermann (RFA)  | Hans Junkermann (RFA) |
| 4ª    | 17 de juny | Thun - Heiligenschwendi (CRI) | 9,1 | Hans Junkermann (GER)  | Hans Junkermann (RFA) |
| 5ª    | 18 de juny | Thun - Bellinzona             | 206 | Gilbert Desmet (BEL)   | Hans Junkermann (RFA) |
| 6ª    | 19 de juny | Bellinzona - Vaduz (LIE)      | 184 | Luigi Mele (ITA)       | Hans Junkermann (RFA) |
| 7ª    | 20 de juny | Vaduz (LIE) - Zúric           | 198 | Dieter Kemper (RFA)    | Hans Junkermann (RFA) |

## Classificació final
|    | Ciclista                | Equip          | Temps       |
| -- | ----------------------- | -------------- | ----------- |
| 1  | Hans Junkermann (RFA)   | Torpedo        | 36h 33' 00" |
| 2  | Franco Balmamion (ITA)  | Carpano        | + 1' 02"    |
| 3  | Aldo Moser (ITA)        | San Pellegrino | + 4' 57"    |
| 4  | Gilbert Desmet (BEL)    | Carpano        | + 6' 15"    |
| 5  | Juan Campillo (ESP)     | Margnat        | + 12' 15"   |
| 6  | Jan Hugens (NED)        | Locomotief     | + 12' 42"   |
| 7  | Rolf Graf (SUI)         | Tigra          | + 14' 40"   |
| 8  | Giuseppe Fezzardi (ITA) | San Pellegrino | + 15' 41"   |
| 9  | Kurt Gimmi (SUI)        | Carpano        | + 17' 37"   |
| 10 | Rolf Maurer (SUI)       | Afri-Cola      | + 18' 44"   |